# Nowy Cmentarz żydowski w Rydze
Nowy Cmentarz Żydowski w Rydze (łot. Rīgas Jaunie Ebreju kapi «Šmerlis») – cmentarz żydowski istniejący w Rydze, położony w dzielnicy Šmerlis przy ul. Lizuma 4.